# Качиний суп
Качиний суп (англ. Duck Soup) — американський комедійний мюзикл Лео Маккері 1933 року з братами Маркс в головній ролі.

## Сюжет
Щоб врятувати маленьку країну Фрідона від банкрутства, багата вдова пані Тісдейл погоджується пожертвувати на це 20 мільйонів доларів. Але тільки за умови, що чоловік, який залицяється до неї, Руфус Т. Файрфлай, стане лідером країни.
Файрфлай — цинічний і безцеремонний диктатор — провокує посла сусідньої Сільванії, і між країнами починається війна. Військову «гру» ускладнюють і заплутують двоє друзів-нездар, яких посол Сільванії послав шпигувати за Файрфлай з метою викрасти його таємні плани бою.

## У ролях
- Брати Маркс
  - Граучо Маркс — Руфус Т. Файрфлай
  - Гарпо Маркс — Пінкі
  - Чіко Маркс — Чіколіні
  - Зеппо Маркс — лейтенант Боб Роланд
- Маргарет Дюмон — пані Тісдейл
- Ракель Торрес — Віра Маркал
- Луї Келгерн — посол Трентіно з Сільванії
- Едмунд Брісі — Зендер
- Леонід Кінскі — агітатор з Сільванії
- Чарльз Міддлтон — прокурор
- Едгар Кеннеді — продавець лимонаду
- Едвард Арнольд — політик